# ORG-2058
ORG-2058 ، والمعروف أيضًا باسم (16α-ethyl-21-hydroxy-19-norprogesterone) ، هو بروجستين من مجموعة 19-نوربروجستيرون التي لم يتم تسويقها مطلقًا.  له انجذاب كبير لمستقبلات البروجسترون (775٪ من هرمون البروجسترون) وقد استخدم في البحث العلمي لدراسة دور مستقبلات البروجسترون في الجسم. الدواء ليس له ألفة لمستقبلات هرمون الاستروجين أو مستقبلات الجلوكوكورتيكويد (أقل من 0.2٪ من تقاربات استراديول وديكساميثازون ، على التوالي)  وله انجذاب طفيف لمستقبلات القشرانيات المعدنية ، ولكن أقل من هرمون البروجسترون. 